# Synchlora guadelupensis
Synchlora guadelupensis là một loài bướm đêm trong họ Geometridae.